# Eduard Lintner

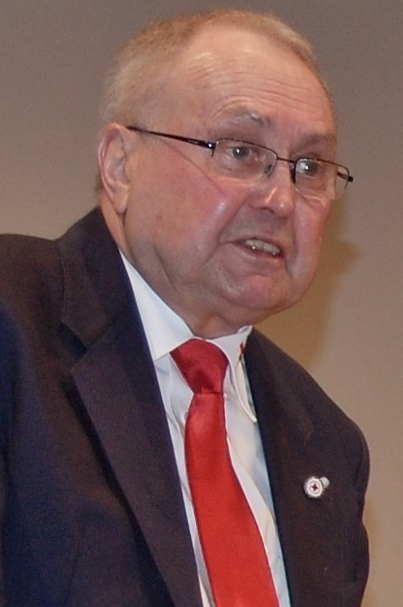
Eduard Lintner (2013)

Eduard Lintner (* 4. November 1944 in Marktlangendorf, Reichsgau Sudetenland) ist ein deutscher Politiker (CSU) und Lobbyist.
Er war von 1991 bis 1998 Parlamentarischer Staatssekretär beim Bundesminister des Innern Rudolf Seiters und Manfred Kanther, stellvertretender Vorsitzender des Rechts- und Menschenrechtsausschusses und Mitglied des Monitoring-Ausschusses der Parlamentarischen Versammlung des Europarates, und von 1992 bis 1998 Drogenbeauftragter der Bundesregierung. Im Juli 2025 wurde er wegen Bestechung von Mandatsträgern zu einer Freiheitsstrafe von neun Monaten auf Bewährung und einer Auflage von 10.000 Euro verurteilt.

## Leben und Beruf
Lintner wurde als Säugling 1945 mit seiner Mutter und seiner Großmutter aus dem Sudetenland vertrieben. Sein Vater kehrte erst 1955 als Spätheimkehrer aus der Kriegsgefangenschaft zurück und starb noch im selben Jahr an deren Folgen. Nach dem Abitur 1966 an der Oberrealschule in Cham studierte Lintner Rechtswissenschaften an der Julius-Maximilians-Universität Würzburg. 1973 legte er  das zweite Staatsexamen ab und war bis 1976 in der Verwaltung des Landes Bayern tätig, zuletzt als Regierungsrat im Landratsamt Kitzingen. Seit 1981 ist er als Rechtsanwalt in Bad Neustadt an der Saale zugelassen.
Nachdem er bei den Wahlen 2009 nicht mehr für den Bundestag kandidiert hatte, gründete Lintner im gleichen Jahr die „Gesellschaft zur Förderung der deutsch-aserbaidschanischen Beziehungen mbH“ mit Sitz in Berlin und ist seitdem deren geschäftsführender Alleingesellschafter.
Eduard Lintner ist seit 1966 verheiratet und hat vier Kinder.

## Partei

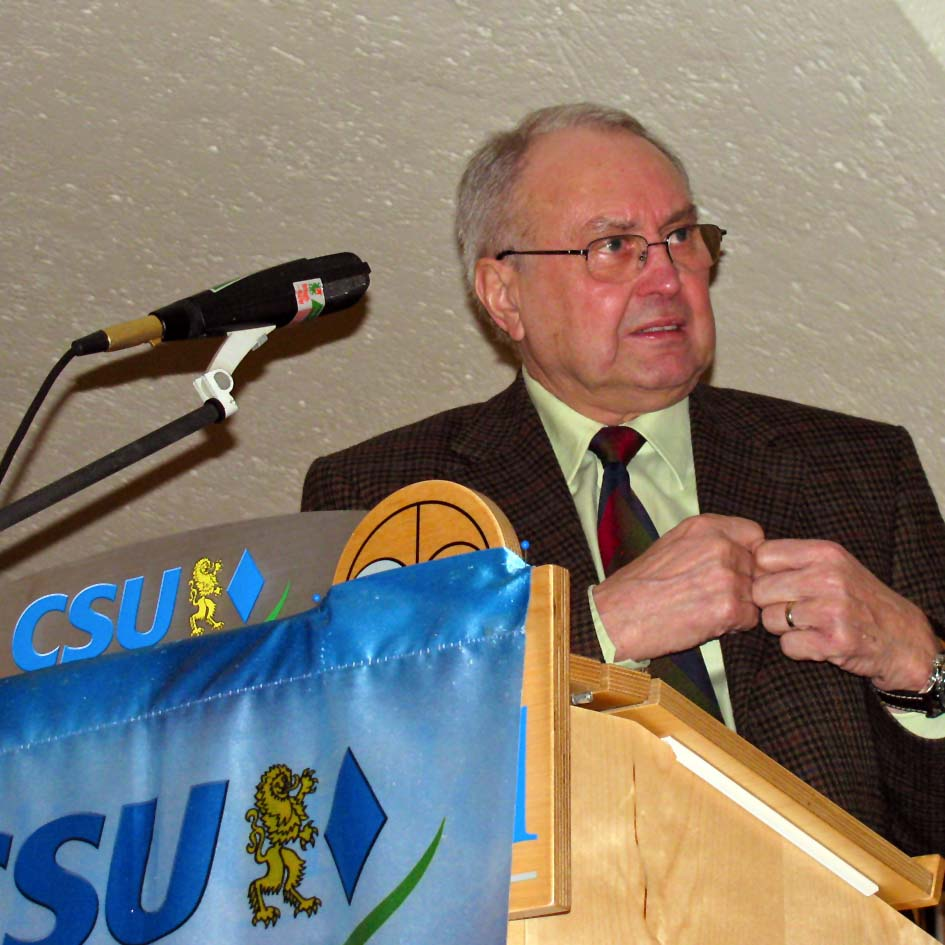
Eduard Lintner (2010)

Lintner trat schon als Schüler 1962 in die CSU und die Junge Union (JU) ein. Von 1970 bis 1972 war er Vorsitzender des JU-Kreisverbandes Würzburg-Land und von 1972 bis 1978 Vorsitzender des JU-Bezirksverbandes Unterfranken. Zu dieser Zeit gehörte er auch dem CSU-Landesvorstand an. Seit 1978 ist Lintner Mitglied des CSU-Kreisvorstandes Bad Kissingen und stellvertretender Vorsitzender des CSU-Bezirksverbandes Unterfranken. 2008 wurde Lintner als Nachfolger von Karl-Theodor zu Guttenberg Leiter des Fachausschusses Außenpolitik des CSU-Arbeitskreises Außen- und Sicherheitspolitik (ASP).

## Abgeordneter
Von 1972 bis 1974 gehörte Lintner dem Gemeinderat seines damaligen Wohnortes Erlabrunn an.
Von 1976 bis 2009 war Lintner Mitglied des Deutschen Bundestages. Hier war er von 1982 bis 1990 Vorsitzender der Arbeitsgruppe Deutschlandpolitik und Berlinfragen der CDU/CSU-Bundestagsfraktion.
Seit 1999 gehörte Lintner der Parlamentarischen Versammlung des Europarates und der Westeuropäischen Union an. Von 2002 bis 2005 war er hier Vorsitzender des Rechts- und Menschenrechtsausschusses.
Eduard Lintner ist 1976 über die Landesliste Bayern und danach stets als direkt gewählter Abgeordneter des Wahlkreises Bad Kissingen in den Bundestag eingezogen. Zuletzt erreichte er hier bei der Bundestagswahl 2005 57,5 Prozent der Erststimmen. Mit der konstituierenden Sitzung des 17. Bundestags endete die politische Laufbahn Lintners nach 33 Jahren. Er war einer der dienstältesten Politiker des 16. Bundestags. Als Nachfolgerin in seinem Wahlkreis wurde Dorothee Bär gewählt.
In seiner politischen Arbeit hat sich Eduard Lintner in den vergangenen Jahren als zuständiger Berichterstatter im Auswärtigen Ausschuss vor allem auf die Pflege der Beziehungen zu den Staaten Lateinamerikas und des Südkaukasus konzentriert. Im Rahmen dieser Tätigkeit war er auch Initiator des Bundestagsbeschlusses zur Gestaltung der Beziehungen Deutschlands zu den Staaten des Südkaukasus.

## Öffentliche Ämter
Nach der Bundestagswahl 1990 wurde Lintner am 24. Januar 1991 als Parlamentarischer Staatssekretär beim Bundesminister des Innern in die von Bundeskanzler Helmut Kohl geführte Bundesregierung berufen. Ab dem 27. August 1992 war er außerdem erster Drogenbeauftragter der Bundesregierung. Nach der Bundestagswahl 1998 schied er am 26. Oktober 1998 aus dem Amt.
Eduard Lintner war bis 2017 Vorsitzender des Bezirksverbands Unterfranken des Bayerischen Roten Kreuzes und ist seitdem dort Ehrenmitglied.

## Kritik

### Abstimmungsverhalten im Europarat
Im Jahre 2007 geriet Eduard Lintner als deutscher Europarat-Abgeordneter in die Schlagzeilen, als er gegen die Resolution 1580 (2007) stimmte. Die Resolution ruft die Mitgliedsstaaten dazu auf, den von Kreationisten und Befürwortern des „Intelligent Design“ vertretenen Ansichten entgegenzutreten und diese als Gefährdung für Freiheit und Demokratie in Europa einzustufen. Zugleich sollte die Evolutionstheorie nach Darwin im Biologieunterricht der öffentlichen Schulen in Europa durchgängig verankert werden. 
Dem Vorwurf, kreationistische Theorien zu unterstützen, widersprach Lintner. Sein Abstimmungsverhalten erklärte er damit, dass die Gefahren des Kreationismus im Text der Resolution stark übertrieben würden und dass der Europarat mit dieser Resolution unzulässigerweise versuche, in die Bildungshoheit der deutschen Bundesländer einzugreifen.

### Einflussnahme für Aserbaidschan
Eduard Lintner wird dafür kritisiert, sich als Lobbyist für die Regierung von Aserbaidschan einzusetzen, die seit längerem schwere Menschenrechtsverletzungen und Unterdrückung der Opposition zu verantworten habe. Er war Mitglied des Kuratoriums des Deutsch-Aserbaidschanischen Forums, eines Lobbyvereins, der dem autokratischen aserbaidschanischen Regime İlham Əliyevs nahesteht, von Lobbycontrol als „dubioses Aserbaidschan-Netzwerk“ bezeichnet wurde und im Zuge der Aserbaidschan-Affäre in die Schlagzeilen geriet. Bankbelege zeigen, dass Lintner im Rahmen eines aserbaidschanischen Geldwäsche- und Lobbying-Programms mehrere Zahlungen über eine Filiale der Danske Bank in Estland erhielt.
Die European Stability Initiative stellte fest, dass Lintner im Jahr 2013 eine Delegation zur Wahlbeobachtung der Präsidentschaftswahl in Aserbaidschan zusammenstellte. Die Delegation beurteilte die Wahl positiv, während unabhängige Wahlbeobachter umfassende Wahlfälschungen nachwiesen. Lintner erklärte, die Wahl habe „deutschen Standards entsprochen“. Zwei Wochen später erhielt Lintner 61.000 Euro aus Aserbaidschan. 
Insgesamt erhielt seine Organisation über Briefkastenfirmen zwischen 2012 und 2014 819.500 Euro. Lintner wiederum überwies hohe Summen an regimefreundliche Politiker in Deutschland und Belgien. Dies wurde auch durch die Panama Papers bestätigt.
Die Staatsanwaltschaft Frankfurt am Main ermittelte gegen Lintner aufgrund des Verdachts der Korruption. Die Polizei durchsuchte mehrere Büros und Privaträume in Deutschland und Belgien. Auch gegen die Fraktionskollegin Karin Strenz von der CDU wurde bis zu deren Tod am 21. März 2021 ermittelt. 2018 erhielten Eduard Lintner und Karin Strenz aufgrund der Untersuchungen der EU ein lebenslanges Hausverbot für den Europarat und dessen parlamentarische Versammlung.
Im Januar 2024 erhob die Generalstaatsanwaltschaft München Anklage gegen Lintner und Axel Fischer wegen Bestechung von Mandatsträgern.
Am 30. Juli 2025 verhängte das Oberlandesgericht München gegen Lintner eine Freiheitsstrafe von neun Monaten auf Bewährung und eine Auflage von 10.000 Euro. Gegen dieses Urteil legte Lintner im August 2025 Revision beim Bundesgerichtshof in Karlsruhe ein.

## Ehrungen
- 1986: Verdienstkreuz am Bande der Bundesrepublik Deutschland
- 1989: Verdienstkreuz 1. Klasse der Bundesrepublik Deutschland

## Kabinette
- Kabinett Kohl IV – Kabinett Kohl V